# Cúp Síp 2011
Cúp Síp 2011 (tiếng Anh: Cyprus Cup 2011), giải bóng đá giao hữu thường niên được tổ chức tại Cộng hòa Síp, diễn ra từ 2 tháng 3 đến 9 tháng 3 năm 2011. Canada là đội tuyển giành chức vô địch.

## Thể thức
Mười hai đội được chia làm ba bảng. Các bảng A và B gồm các đội xếp hạng cao nhất và là các đội cạnh tranh chức vô địch. Các đội đầu bảng A và B thi đấu trận chung kết, các đội nhì đá trận tranh hạng ba. Đội nhất bảng C gặp đội hạng 3 có thành tích tốt hơn trong hai bảng A và B để tranh hạng năm; đội nhì bảng C gặp đội hạng 3 còn lại để tranh hạng 7. Đội hạng ba bảng C gặp đội hạng 4 có thành tích tốt hơn, còn hai đội hạng bốn còn lại gặp nhau ở trận tranh hạng 11.

## Vòng bảng
Giờ thi đấu là giờ địa phương (EET/UTC+2)

### Bảng A
| Đội      | Đ | Tr | T | H | B | BT | BB | HS |
| -------- | - | -- | - | - | - | -- | -- | -- |
| Canada   | 9 | 3  | 3 | 0 | 0 | 4  | 0  | +4 |
| Scotland | 4 | 3  | 1 | 1 | 1 | 2  | 1  | +1 |
| Anh      | 3 | 3  | 1 | 0 | 2 | 2  | 4  | –2 |
| Ý        | 1 | 3  | 0 | 1 | 2 | 0  | 3  | −3 |

| Canada     | 1 − 0 | Scotland |
| ---------- | ----- | -------- |
| Zurrer 70' |       |          |

| Anh                               | 2 − 0 | Ý |
| --------------------------------- | ----- | - |
| E.White 3' · K. Smith 38' (ph.đ.) |       |   |

| Anh | 0 − 2    | Scotland                 |
| --- | -------- | ------------------------ |
|     | Chi tiết | Little 26' · Beattie 52' |

| Ý | 0 − 1 | Canada      |
| - | ----- | ----------- |
|   |       | Filigno 33' |

| Scotland | 0 − 0 | Ý |
| -------- | ----- | - |
|          |       |   |

| Canada                   | 2 − 0 | Anh |
| ------------------------ | ----- | --- |
| Sinclair 45' · Timko 55' |       |     |

### Bảng B
| Đội         | Đ | Tr | T | H | B | BT | BB | HS  |
| ----------- | - | -- | - | - | - | -- | -- | --- |
| Hà Lan      | 9 | 3  | 3 | 0 | 0 | 12 | 2  | +10 |
| Pháp        | 6 | 3  | 2 | 0 | 1 | 8  | 4  | +4  |
| New Zealand | 3 | 3  | 1 | 0 | 2 | 5  | 10 | −5  |
| Thụy Sĩ     | 0 | 3  | 0 | 0 | 3 | 1  | 10 | −9  |

| Pháp                   | 2 − 0 | Thụy Sĩ |
| ---------------------- | ----- | ------- |
| Thiney 23' · Abily 56' |       |         |

| New Zealand   | 1 − 4 | Hà Lan                                    |
| ------------- | ----- | ----------------------------------------- |
| Gregorius 75' |       | Spitse 20' · Melis 23', 44' · Slegers 83' |

| Pháp     | 1 − 2 | Hà Lan                 |
| -------- | ----- | ---------------------- |
| Abily 7' |       | Slegers 6' · Melis 73' |

| Thụy Sĩ     | 1 − 2 | New Zealand              |
| ----------- | ----- | ------------------------ |
| Maendly 83' |       | Yallop 38' · Hassett 41' |

| Hà Lan                                                         | 6 − 0 | Thụy Sĩ |
| -------------------------------------------------------------- | ----- | ------- |
| Van de Ven 4', 7', 32' · De Ridder 49', 81' · Stein 51' (l.n.) |       |         |

| New Zealand                  | 2 − 5 | Pháp                                                |
| ---------------------------- | ----- | --------------------------------------------------- |
| Dusang 6' (l.n.) · Green 31' |       | Delie 16', 19', 82' · Le Sommer 25' · Bussaglia 84' |

### Bảng C
| Đội         | Đ | Tr | T | H | B | BT | BB | HS |
| ----------- | - | -- | - | - | - | -- | -- | -- |
| Hàn Quốc    | 7 | 3  | 2 | 1 | 0 | 6  | 3  | +3 |
| México      | 5 | 3  | 1 | 2 | 0 | 4  | 2  | +2 |
| Nga         | 4 | 3  | 1 | 1 | 1 | 3  | 3  | 0  |
| Bắc Ireland | 0 | 3  | 0 | 0 | 3 | 3  | 8  | −5 |

| Hàn Quốc                 | 3 − 1 | Bắc Ireland |
| ------------------------ | ----- | ----------- |
| Lee Se-Eun 18', 33', 55' |       | Hutton      |

| Nga | 0 − 0 | México |
| --- | ----- | ------ |
|     |       |        |

| Nga                                 | 2 − 1 | Bắc Ireland |
| ----------------------------------- | ----- | ----------- |
| Skotnikova 41' · Fomina 52' (ph.đ.) |       | Hutton 9'   |

| Hàn Quốc        | 1 − 1 | México |
| --------------- | ----- | ------ |
| Jeon Ga-Eul 15' |       | Garza  |

| México                                              | 3 − 1 | Bắc Ireland |
| --------------------------------------------------- | ----- | ----------- |
| Domínguez 33' (ph.đ.) · Corral 39' · Gandarilla 85' |       | Furness 56' |

| Nga                | 1 − 2 | Hàn Quốc                       |
| ------------------ | ----- | ------------------------------ |
| Fomina 78' (ph.đ.) |       | Ji So-Yeon 7' · Yeo Min-Ji 80' |

## Vòng phân hạng

### Tranh hạng 11
| Thụy Sĩ                    | 2 − 1 | Bắc Ireland |
| -------------------------- | ----- | ----------- |
| Dickenmann 41' · Moser 65' |       | Furness 54' |

### Tranh hạng 9
| Ý                             | 2 − 0 | Nga |
| ----------------------------- | ----- | --- |
| Panico 45' · Domenichetti 62' |       |     |

### Tranh hạng bảy
| New Zealand | 0 − 5 | México                                       |
| ----------- | ----- | -------------------------------------------- |
|             |       | Mayor 56', 56', 86' · Garza 78' · 83' (l.n.) |

### Tranh hạng năm
| Anh               | 2 − 0 | Hàn Quốc |
| ----------------- | ----- | -------- |
| S. Smith 14', 80' |       |          |

### Tranh hạng ba
| Scotland | 0 − 3 | Pháp                |
| -------- | ----- | ------------------- |
|          |       | Delie 30', 73', 85' |

### Chung kết
| Canada                   | 2 − 1 (s.h.p.) | Hà Lan                   |
| ------------------------ | -------------- | ------------------------ |
| Filigno 20' · Zurrer 99' |                | van den Heiligenberg 40' |